# Canal 79 (Argentina)
Canal 79 es un canal de televisión por suscripción argentino que transmite las 24 horas del día, que incluye todo el reporte local de la propia ciudad en sí y el resto de la República Argentina.

## Programación
Su programación está destinada a brindar información actualizada del clima y servicios de utilidad, con imágenes en vivo que está dividida en minutos:
- 5 minutos: Titulares (noticias que ocurren en Argentina, de su ciudad e internacionales).
- 7 minutos: Cotizaciones (dólar, dólar blue, euro, etc.)
- 10 minutos: Reporte local (pronóstico, noticias, etc.)
- 15 minutos: Horarios de vuelo.
- 25 minutos: Carteleras de cine, teatro y recitales.
- 35 minutos: Farmacias de turno.
- 45 minutos: Pronóstico de surf (solo disponible para Mar del Plata, La Costa y Santa Clara del Mar).
- 55 minutos: Película recomendada.
- 57 minutos: Bloopers.

## Lista de Canal 79 disponible en algunas ciudades de la Argentina
- Mar del Plata
- La Costa
- Puán (Buenos Aires)
- Santa Clara del Mar
- San Juan
- Mendoza
- Rosario
- Villa Mercedes (San Luis)
- Catamarca
- San Martín de los Andes (Neuquén)
- Villa Maza (Buenos Aires)